# Kroken, Blekinge
Kroken är en sjö i Karlshamns kommun i Blekinge och ingår i Bräkneån-Mieåns kustområde.